# Raging Speedhorn
Raging Speedhorn ist eine englische Extreme-Metal-Band aus Corby, Northamptonshire, die im Jahr 1998 gegründet wurde, sich 2008 auflöste und seit 2014 wieder aktiv ist.

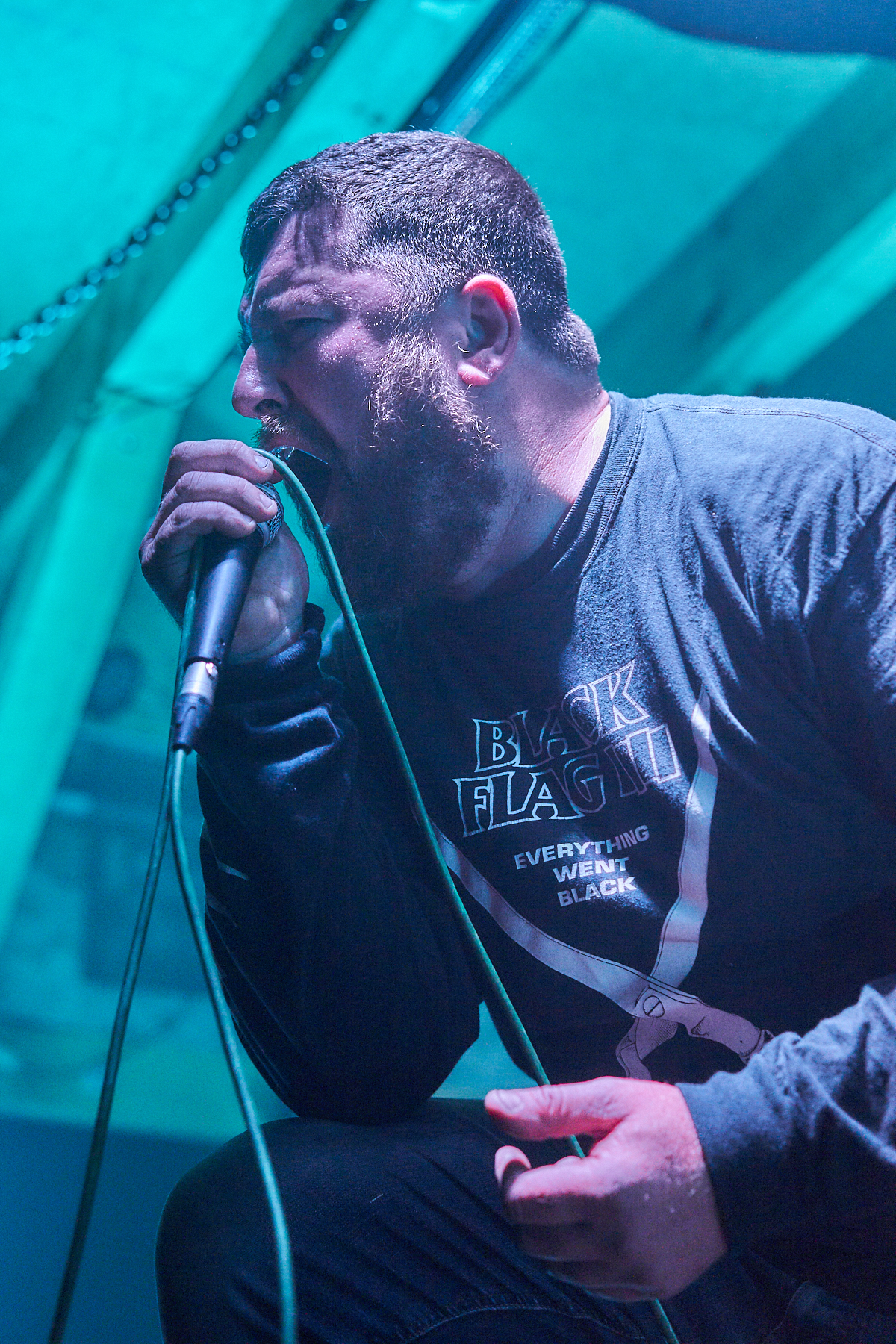
Raging Speedhorn, Swampfest Berlin, 2017

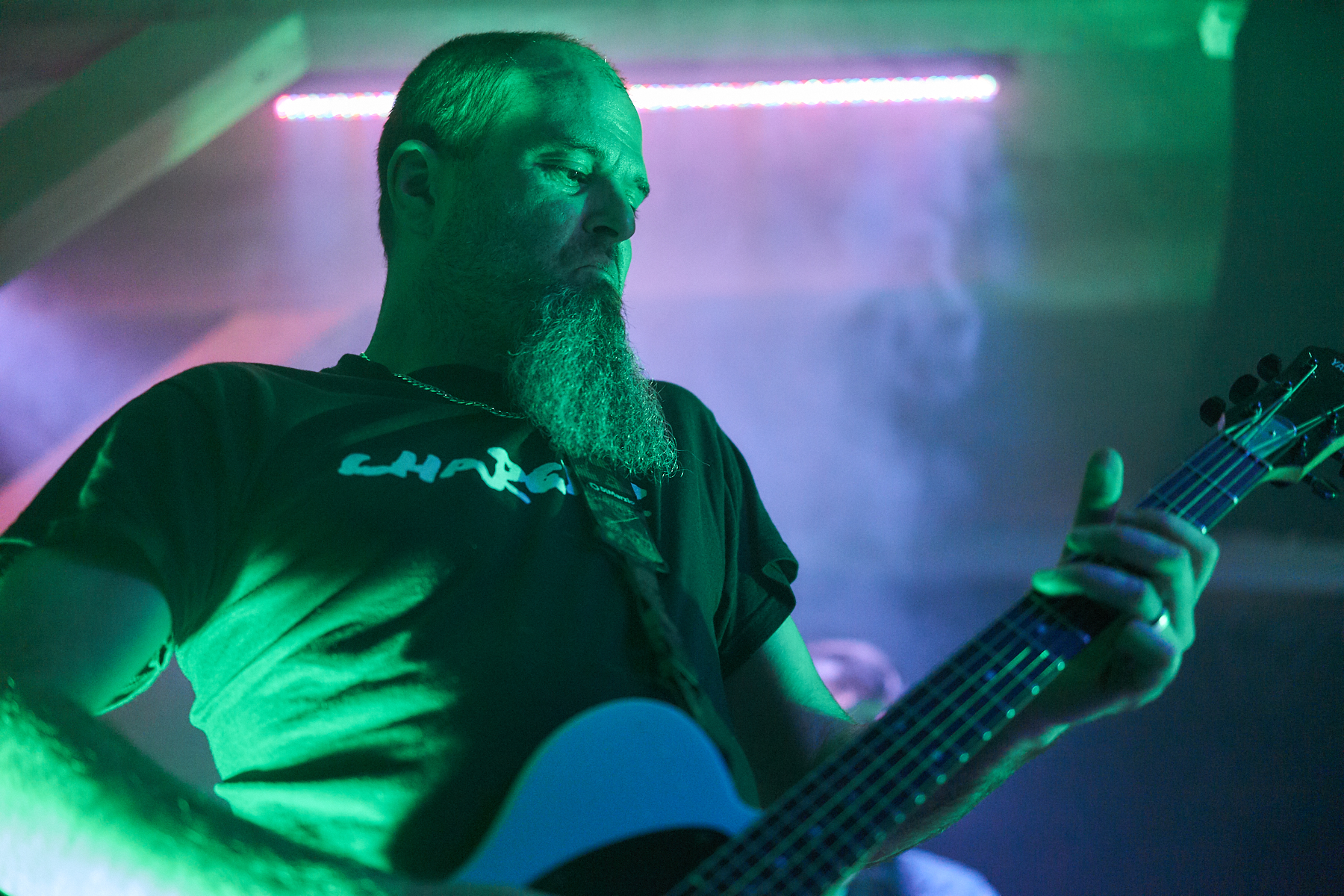
Raging Speedhorn, Swampfest Berlin, 2017

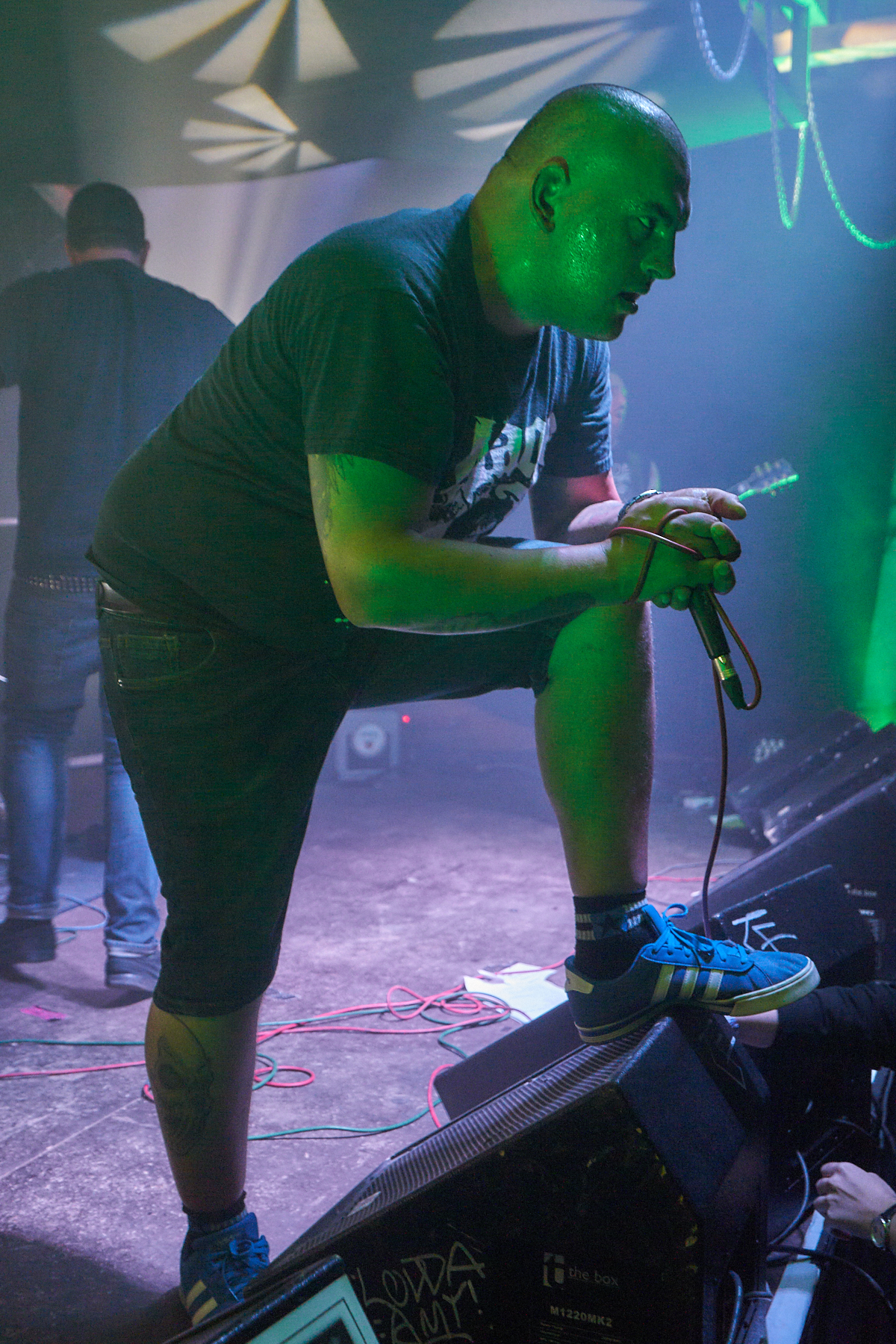
Raging Speedhorn, Swampfest Berlin, 2017

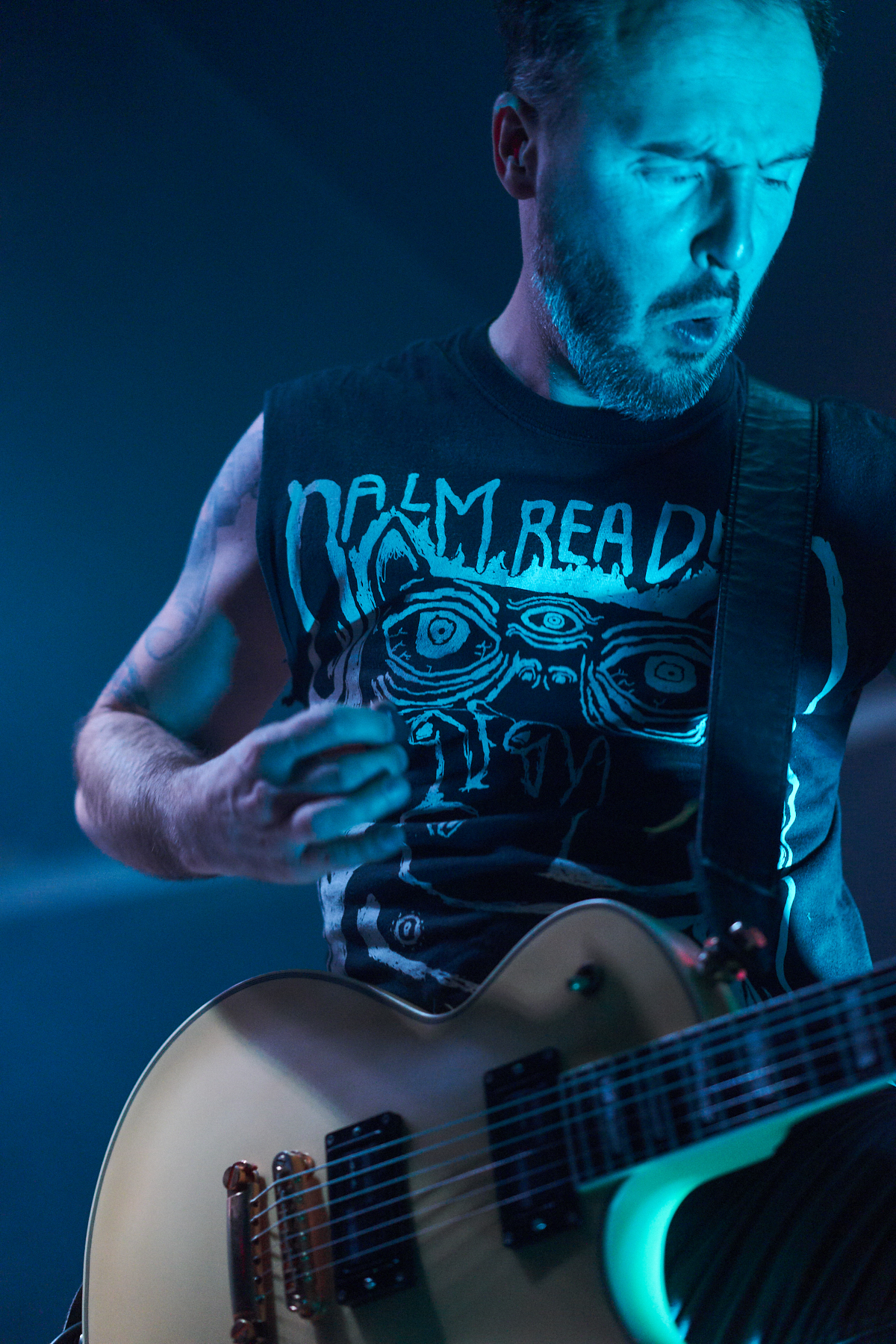
Raging Speedhorn, Swampfest Berlin, 2017

## Geschichte

### Gründung und Debütalbum
Die Band wurde im August 1998 nach dem Zerfall der beiden Bands Soulcellar und Box von Gitarrist Gareth Smith, Sänger Frank Regan (bei Soulcellar als Schlagzeuger tätig) und Bassist Darren Smith von Soulcellar und den Box-Mitgliedern Tony (E-Gitarre), seinem Bruder Jon Loughlin (Gesang) und dem Schlagzeuger Gordon Morison gegründet. Die Band benannte sich nach einem Szene-Jargon, der eine Erektion nach der Einnahme von Amphetaminen bezeichnete. Es folgten im Oktober 1998 und Februar 1999 zwei Demos, die vom Cubanate-Girarristen Roddy Stone produziert worden waren sowie ein drittes. Die ersten beiden Demos enthalten jeweils vier Lieder. Das erste Demo setzte sich rund 800 mal ab. Lieder des ersten Demos wurden für verschiedene Sampler verwendet: Knives and Faces wurde für einen Sampler von Org Records, Superscud für einen weiteren von Century Media und Thumper für eine CD-Beigabe des Metal Hammers verwendet. Zudem wurden diverse Konzerte abgehalten, unter anderem trat die Gruppe im Juli 1999 als Eröffnungsband für Ministry im Londoner Astoria auf, wodurch sie ihre Bekanntheit steigerte. Im Oktober 1999 ging es auf eine Tournee durch Großbritannien zusammen mit Emmity und Breakneck. Es folgten weitere Auftritte, unter anderem im November zusammen mit Earthtone9 sowie Will Haven, Kittie und Slipknot. Im März 2000 wurde eine vom britischen Metal Hammer finanzierte Tour mit Tribute to Nothing und Charger durchgeführt. Die Tour erstreckte sich bis an die Grenze zu Schottland. Das selbstbetitelte Debütalbum wurde im August 2000 veröffentlicht. Es belegte den 92. Platz in den britischen Albumcharts. Der Tonträger war von John Friar (White Zombie, Nine Inch Nails) produziert worden. Danach ging es auf eine Europatournee mit Biohazard und zu Auftritten in Europa und Japan mit Amen. Dabei spielte die Band auch unter anderem zusammen mit Amen und Grand Theft Audio in München. Zudem war die Band 2001 in England auf dem Ozzfest zu sehen. Nach diesem Auftritt im Mai wurde im Juni die Single The Gush aufgenommen mit Billy Graziadei und Danny Schuler von Biohazard als Produzenten. Die Single belegte Platz 47 der britischen Single-Charts, woraufhin das Debütalbum wiederveröffentlicht wurde. Im Juni 2000 spielte die Band zwei Auftritte zusammen mit Graham Coxon.

### Zweites Album und Tourneen
Nach einem Auftritt auf dem japanischen Beast Fest und der Teilnahme am britischen Abschnitt der großräumig angelegten Tattoo-the-Planet-Festival-Tour, begannen die Aufnahmen zum zweiten Album. Dieses erschien am 23. September 2002 unter dem Namen We Will Be Dead Tomorrow. Das Album belegte Platz 63 in den britischen Albumcharts. Es ist erneut von Graziadei und Schuler produziert, größtenteils in New York City aufgenommen und von Joe Barresi abgemischt worden. Die Single The Hate Song war im Mai veröffentlicht worden. Sie belegte Platz 69 in den britischen Charts. In der „Hasstirade“ geht es vornehmlich um die Firmenpolitik der Plattenlabels. Die Musiker stellten anlässlich der Liedveröffentlichung auch für Musikmagazine Hasslisten auf. So gaben sie an, deutsche Tankstellen, deutsche Discos und Rammstein nicht zu mögen, wobei man über Erstere noch hinwegsehen könne, es aber bei Rammstein tiefer Hass sei. In diesem Monat war die Band als Vorgruppe für (ihr angebliches Hassobjekt) Rammstein auf deren Großbritannien-Tour unterwegs gewesen, der eine zweiwöchige Tour durch Europa mit Ill Niño und Pitchshifter folgte. Im Album-Veröffentlichungsmonat September ging es mit The Eighties Matchbox B-Line Disaster und Terrashima auf Konzertreise. Im selben Jahr war die Gruppe auf dem Xtreme Fest in Dublin zu sehen und spielte auch Auftritte in London, Manchester, Birmingham und Glasgow. Auch in den folgenden Jahren hielt die Band weitere Auftritte ab und spielte 2003 auf dem Download-Festival und im selben Jahr auf dem With Full Force. 2003 spielte die Gruppe auch zusammen mit Ministry in Berlin und mit Stone Sour und Saliva in München. Für den Herbst 2003 waren Auftritte in Europa mit Fear Factory geplant, die jedoch aufgrund der Geburt von Frank Regans erstem Kind abgesagt wurden. Stattdessen gab Raging Speedhorn Konzerte mit Clutch und Candiria in Großbritannien. Ende Oktober erschien die Single Fuck the Voodooman, wobei die limitierte Edition Coverversionen von Black Flags My War und Uriah Heeps Gypsy enthält. Die Single erreichte Platz 88 in den britischen Charts.

### Besetzungswechsel und Niedergang
Im Januar 2004 verließ Gitarrist Loughlin die Band und wurde durch Jaye Thompson (Ex-Defenestration) ersetzt. Loughlin blieb der Band gewissermaßen erhalten, weil er in das Londoner Managementunternehmen, das für Raging Speedhorn tätig war, einstieg. Nachdem sich einige Mitglieder anderen Nebenprojekten gewidmet hatten, erschien im Jahr 2004 die Kompilation Live and Demos. Diese enthält unter anderem Live-Aufnahmen von The Garage in London aus dem Jahr 2000 und vom 2001er Ozzfest. Ende Mai 2005 folgte das nächste Album How the Great Have Fallen, das mit dem Produzenten Joe Barresi in den 2KHZ Studios aufgenommen worden war. Das in einem abgelegenen Wohnhaus eingerichtete billige Studio hatte gewählt werden müssen, weil das Budget für die – wie sie sich selbstironisch bezeichneten – „abgesunkenen Großartigen“ (daher der Albumtitel) wesentlicher knapper als drei Jahre zuvor bemessen war. Während dieser Aufnahmen entstand auch eine Coverversion des Kiss-Songs God of Thunder. Noch bevor das Album erschien, verließ Regan die Band und wurde durch Bloody Kev von Iron Monkey ersetzt. 2005 nahm die Gruppe zum zweiten Mal sowohl am Download-Festival als auch am With Full Force teil. Nach einer Tour mit Hypocrisy, Soilent Green, With Passion, Nile und Decapitated durch die USA Anfang Januar 2006 verließ der Bassist Smith die Band und wurde durch Jays Bruder Dave Thompson ersetzt. 2007 trug die Band ihre Version von 30$ Bag zum EyeHateGod-Tribute-Sampler For the Sick bei. Im April nahm die Gruppe im Foel Studio in North Wales Lieder für ein neues Album auf. Before the Sea Was Built konnte ab dem 7. September 2007 erworben werden. Im Mai schlossen sich Auftritte zusammen mit Twelve Trives und Bridge of Solace an. 2008 spielte die Band unter anderem in München zusammen mit Carnivore. Im selben Jahr 2008 löste sich die Band auf.

### Reunion und weitere Auftritte
Im Februar 2014 fand sich die Band wieder zusammen. Daraufhin gab sie ein Konzert mit Ex-Sänger Frank Regan auf dem Damnation Festival in Großbritannien. Somit standen die beiden Sänger Regan und Loughlin gemeinsam auf der Bühne; für den Gitarristen Gareth Smith war allerdings James Palmer, ein langjähriger Freund der Band, eingestiegen. Zudem spielte die Band auf dem Hammerfest und dem Sonisphere Festival. Im Dezember ging es auf eine Tour durch Großbritannien. Im Juli 2016 erschien nach einer Finanzierungskampagne auf PledgeMusic das von Russ Russell produzierte Album Lost Ritual. Danach ging es auf eine Tournee durch Großbritannien. Im selben Jahr gehörte die Gruppe zum dritten Mal zum Aufgebot des Download-Festivals. In ihrer Karriere konnte die Band unter anderem auch zusammen mit Testament, Anal Cunt, Snapcase, Karma to Burn und Iron Monkey spielen. Zudem konnte die Gruppe auch im CBGB auftreten.

## Stil
Die Musik der Band lässt sich nicht genau einem Genre zurechnen. Andreas Herz vom Rock Hard bezeichnete das selbstbetitelte Album als „harten Cocktail aus Hard-, Hate- und Doomcore, Noise und Heavy Metal“. Die Sänger Loughlin und Regan klängen, als würden sie „kotzen“. während die Riffs langsam und manchmal groovend seien. Der Gesang erinnere zudem gelegentlich an Phil Anselmo. Melodien und nachvollziehbare Liedstrukturen seien kaum vorhanden. Counterforce von metal.de beschrieb die Musik des Albums als „[r]auh, brutal und stumpf“, während Gitarrenriffs „doomig“ seien, wobei die Lieder einen „brachialen Metalcore-Sound“ hätten. Der Gesang sei eine „Schrei/Brüll/Kreisch-Orgie“. Sebastian König von metalnews.de befand, dass es Before the Sea Was Built an Unbekümmertheit und Spritzigkeit fehlt und man kaum noch auf den Groove fixiert sei. Die Lieder seien nun weniger schnell, man bewege sich stattdessen meist im mittleren Geschwindigkeitsbereich. Das Lied Dignity Stripper sei eine „Mischung aus wüstem Sludgecore mit zuckersüßer Chorus-Melodie“.
Martin Popoff schrieb in seinem Buch The Collector’s Guide of Heavy Metal Volume 4: The ’00s, dass die Band auf Before the Sea Was Built wie eine Mischung aus Helmet, Hatebreed, die metallischsten Werke von Neurosis, Godflesh und die jazzigsten Momente von Napalm Death klingt. Das Resultat sei intelligenter disharmonischer Hardcore Metal. Auch seine Gemeinsamkeiten zu frühen Veröffentlichungen von Victory Records sowie Earth Crisis, Fugazi, No Means No und ferner Raging Slab, Speedealer und REO Speedwagon vorhanden. Popoff merkte auch einen leichten Einfluss aus dem Math-Rock an.
Über We Will Be Dead Tomorrow schrieb Uwe Kubassa vom Ox-Fanzine, dass Raging Speedhorn der indirekte Nachfolger von Iron Monkey sei. Die Gruppe vermische alten Punkrock mit zeitgemäßem Groove und „ordentlich Kreischduellen der zwei Frontsäue“. Die klängen durch Black Sabbath, Black Flag und Motörhead beeinflusst. Visions-Redakteur Michael Roither fand die Verbindung von „Doom Metal und Hardcore Party“ als großen Pluspunkt.
Laut Christian Graf in seinem Nu Metal und Crossover Lexikon ist das Debütalbum eine Mischung aus Black Sabbath und Pantera und sei bereits kurz nach der Veröffentlichung als Meisterwerk des Noise, Metals und Hardcore Punks bezeichnet worden.
Joel McIver merkte in seinem Buch The Next Generation of Rock & Punk Nu-Metal an, dass man die Musik der Band als Extreme Nu Metal bezeichnen kann. Der Gesang reiche von gutturalem Death-Metal-Gesang, über leisem Flüstern, klassischem Rap und melodischen Rock-Melodien.
Raging Speedhorn wurde im Metal Hammer 2001 von Matthias Mineur mit folgender Beschreibung eingeführt:
„Diese Band ist ein komplett frontaler Sturmangriff sämtlicher musikalischer Richtungen, die man sich nur vorstellen kann. Die Songs bekommen ihre offensichtliche Stärke aus dem unbedingten Willen, Riffs atmen und Akkorde stehen zu lassen und führen als Resultat zu […] eindringlichen Grooves […].“ In seiner Rezension zum selbstbetitelten Album gab Elmar Salmutter vom Metal Hammer an, dass hierauf eine Mischung aus Hardcore Punk und Metal zu hören ist. Als Referenz könne man vor allem Iron Monkey, aber auch Neurosis und Fudge Tunnel angeben. Er bezeichnete den Gesang als „Gekeife und Gegrunze“, wobei die beiden Sänger sich, wie im Hip-Hop, abwechseln würden. Die Geschwindigkeit reiche von schnellen Songs bis zu langsamen Doom-Metal-Liedern. Die Songs würden sich zudem stark auf den Groove fokussieren. In einem weiteren Interview mit Henning Richter merkte Regan an, dass We Will Be Dead Tomorrow aufgrund der Produktion von Graziadei und Schuler strukturierter klingt. Laut Henning wird die Band von Kritikern oft mit Soilent Green, EyeHateGod, Snapcase und Iron Monkey verglichen. Als Einflüsse gab Regan UFO, Uriah Heep, Focus und Led Zeppelin an. Als Sänger schätze er Robert Plant, Bruce Dickinson, Elvis Presley und Frank Sinatra. In derselben Ausgabe rezensierte Salmutter We Will Be Dead Tomorrow. Im Gegensatz zum Debütalbum wirke es nun weniger monoton, da die härteren Anteile bewusster dosiert werden würden. Gelegentlich verarbeite man Pantera- und Down- sowie Doom-Metal-Einflüsse. In einem späteren Interview mit Salmutter beschrieb Darren Smith die Musik der Band als „musikalisches Äquivalent zum Texas Chainsaw Massacre“. Als Einfluss gab er Brutal Truth an. Ähnlich wie diese Band habe man auf How the Great Have Fallen kleine Verspieler gelassen, um die Live-Energie übertragen zu können. Salmutter befand, dass das Album „wie frisch aus dem Noise Rock-Labor gerotzt“ klinge. Smith werde durch dieses Genre, aber auch durch Doomcore, Black Metal, klassische Musik, Bluegrass und Death Metal im Stil von Nile beeinflusst. Eine Ausgabe zuvor hatte Salmutter das Album rezensiert und bezeichnete die Musik als brutalen „Metzgermeister-Metal“. Das Titellied habe chorartigen Refrain, der im Stil von Faith No More sei. Der Groove der Lieder erinnere oft an Pantera. Zwei Jahre später schrieb Salmutter im Interview mit Gareth Smith, dass Before the Sea Was Built „düster und doomig“ klingt. Im Interview gab Smith an, dass die meisten Texte des Albums von Frauen handeln würden. In derselben Ausgabe rezensierte Salmutter das Album, welches nach seinem Eindruck „Groove, Wucht und Dynamik“ besitze, wobei die ersten drei Alben „räudige, geifernde, kläffende Mischlingsbastarde aus deftigem Metal, kaputtem Hardcore und dreckigem Punk“ gewesen seien. Dieses Album sei jedoch dunkler und Doom-Metal-lastiger und es seien Einflüsse von Neurosis, Breach und Envy hörbar.

## Diskografie
- 1998: Demo 1 (Demo, Eigenveröffentlichung)
- 1999: Demo 2 (Demo, Eigenveröffentlichung)
- 2000: Raging Speedhorn (Album, Green Island Records/ZTT Records)
- 2001: The Gush (Single, Green Island Records/ZTT Records)
- 2002: The Hate Song (Single, ZTT Records)
- 2002: We Will Be Dead Tomorrow (Album, ZTT Records)
- 2004: Live and Demos (Kompilation, Grand Recordings)
- 2005: How the Great Have Fallen (Album, Steamhammer)
- 2005: How Much Can a Man Take (Single, Steamhammer)
- 2007: Before the Sea Was Built (Album, Steamhammer)
- 2015: Halfway to Hell (Single, Palm Reader Records)
- 2016: DesertFest London Vol. 2 (Split mit Monster Magnet, H42 Records)
- 2016: Lost Ritual (Album, Eigenveröffentlichung)
- 2020: Hard To Kill